# Sparbanken i Lund

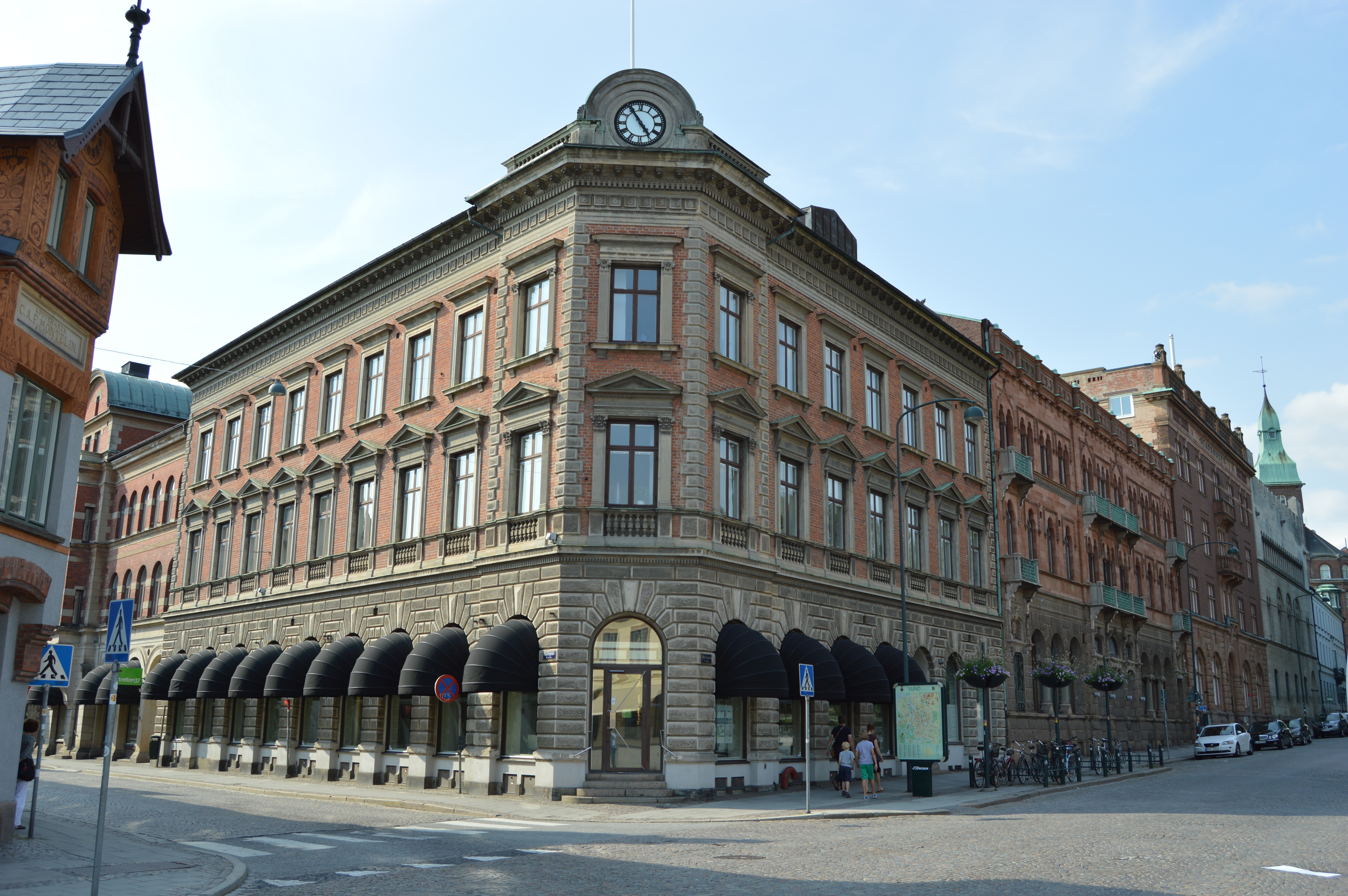
Sparbanken i Lunds tidigare huvudkontor, invigt 1874.

Sparbanken i Lund, Gamla Sparbanken, var en svensk sparbank i Lund, grundad 1833 som Lunds första sparbank. Bland initiativtagarna fanns bland andra professor Carl Adolph Agardh, borgmästare Johan Bäckström och assessor Carl Erland Colliander.
Verksamheten öppnade den 23 januari 1833 och var inledningsvis inhyst i häradshövdingen Nordströms hem. Senare flyttade man till Lunds rådhus. Sedan även denna lokal blivit för liten, köpte banken mark på Kyrkogatan 7 mittemot Lunds domkyrka för att bygga ett bankpalats som kunde invigas 1874. Redan tjugo år senare vad denna lokal för liten och banken lät bygga ytterligare en byggnad på den angränsande tomten som kunde invigas år 1900.
Lunds skulle med tiden få ytterligare två sparbanker, Torna, Bara och Harjagers Härads Sparbank, grundad 1848, och Sparbanken för Lunds stad och kringliggande land (även kallad "Nya Sparbanken"), grundad 1861. Till följd av detta kom Sparbanken i Lund att i folkmun kallas "Gamla Sparbanken".
Med tiden skulle Lomma Sparbank och Dalby Sparbank uppgå i Gamla Sparbanken, vilket ledde till att banken även hade kontor i Lomma, Dalby och Veberöd.
År 1962 fusionerade Nya och Gamla Sparbanken under namnet Sparbanken i Lund och 1971 skulle de även gå samman med Torna Sparbank för att bilda Lundabygdens Sparbank. Den har i sin tur senare uppgått i Sparbanken Finn (1991), Sparbanken Öresund (2010) och Sparbanken Skåne (2014). Gamla sparbankens tidigare kontor på Kyrkogatan byggdes om under 2013 och var efter det Sparbanken Öresunds enda kontor i centrala Lund.